# Greenland
Greenland – перший у світі балкер-цементовоз, який використовує як паливо зріджений природний газ (можливо відзначити, що першим балкером на цьому паливі стало норвезьке судно Hoydal, яке займається перевезенням корму для риби).
Споруджений нідерландською компанією Ferus Smit на верфі Westerbroek у Делфзейл (естуарій річки Емс). Замовником виступила JT Cement (знаходиться у спільному володінні шведської Erik Thun AB та норвезької KG Jebsen Cement), яка призначила судно для роботи цементовозом.
Головною особливістю Greenland стала його енергетична установка, представлена двигуном Wärtsilä 34DF. З метою зменшення шкідливих викидів вона працює на ЗПГ, зберігаючи при цьому можливість використовувати нафтопродукти або біопаливо.
MV Greenland стало першим із двох однотипних цементовозів, замовлених JT Cement (наступним у березні 2016 спустили на воду MV Ireland).